# CA-TennisTrophy 2001
CA-TennisTrophy 2001 — тенісний турнір, що проходив на кортах з твердим покриттям у місті Відень, Австрія з 8 жовтня . Належав до категорії ATP International Series Gold, був турніром серії Vienna Open 2001 року.

## Фінальна частина

### Одиночний розряд
Томмі Гаас —  Гільєрмо Каньяс 6–2, 7–6(8–6), 6–4

### Парний розряд
Мартін Дамм /  Радек Штепанек —  Їржі Новак (тенісист) /  Давід Рікл 6–3, 6–2